# Sauchay
Sauchay är en kommun i departementet Seine-Maritime i regionen Normandie i norra Frankrike. Kommunen ligger i kantonen Envermeu som tillhör arrondissementet Dieppe. År 2022 hade Sauchay 448 invånare.

## Befolkningsutveckling
Antalet invånare i kommunen Sauchay
| Referens: INSEE |